# Antenor Lescano
Antenor Lescano (Puerto Príncipe, 1839-Córdoba, 1877) fue un periodista, agrónomo y escritor cubano.

## Biografía
Nació en 1839. Natural de Puerto Príncipe (actual Camagüey), marchó a Europa a estudiar agronomía pensionado por la Sociedad Económica y varios "acaudalados patricios". En 1866 redactaba El Camagüey, en 1869 emigró a raíz de la guerra y se instaló en México. Allí redactó El Eco de Ambos Mundos, periódico en el que la parte literaria la redactaba Nicolás Azcárate. Poco después redactó La Ópera. Dirigió en México una escuela de agricultura y fundó una Revista Agrícola, subvencionada por el Gobierno de la República. En México se casó y murió, el 24 de julio de 1877, en la ciudad veracruzana de Córdoba.